# Chhloung
Chhloung es uno de los cinco distritos que forman la provincia camboyana de Kratié, con una población estimada en marzo de 2008 de 52 889 habitantes. Está dividido en las siguientes  comunas (khum), que se muestran asimismo con población estimada de 2008:
- Chhloung 6,931
- Damrei Phong 7,198
- Han Chey 6,856
- Kampong Damrei 4,165
- Kanhchor 6,285
- Khsach Andaet 4,669
- Pongro 8,351
- Preaek Saman 8,434[1]